# كرز الغار البرتغالي
كرز الغار البرتغالي (الاسم العلمي: Prunus lusitanica) هو نوع من النباتات يتبع جنس الخوخ من الفصيلة الوردية.